# Nørre Søby (Faaborg-Midtfyn Kommune)
 Denne artikel omhandler byen Nørre Søby (Faaborg-Midtfyn Kommune). Der er også andre byer med dette navn, se Nørre Søby.
Nørre Søby er en by på Midtfyn med 927 indbyggere  (2024), beliggende 2½ km sydvest for Nørre Lyndelse, 14 km syd for Odense og 10 km nordvest for Ringe. Byen hører til Faaborg-Midtfyn Kommune og ligger i Region Syddanmark.
Nørre Søby hører til Nørre Søby Sogn. Nørre Søby Kirke ligger i byen. Byen ligger øst for Søby Sø. Vest for søen ligger den tidligere herregård Søbysøgård, der siden 1933 har været Statsfængslet på Søbysøgård. 2 km syd for byen ligger den spredte bebyggelse Nørre Søby Mark.

## Faciliteter
Nørre Søby deler lokalråd med Nørre Lyndelse. Nærmeste skole er Nørre Lyndelse Friskole, der har 225 elever, fordelt på 0.-9. klassetrin. Den er oprettet i 1873 på et Grundtvig-Koldsk grundlag.
Nørre Søby Forsamlingshus har en stor sal med scene og plads til 125 personer og en lille sal til 50 personer, i alt med plads til 150 spisende gæster. Her er bl.a. ugentlig banko og øveaften for dilettanterne. Et andet samlingssted er Varmestuen, hvor de lokale foreninger holder generalforsamling og der er faste ugentlige aktiviteter som gymnastik, bob/petanque, strikkeklub og læseforening og faste månedlige aktiviteter som kaffemik, diskussionsklub, fællesspisning og lørdagsfrokost.
Nørre Søby Boldklub tilbyder fodbold og spiller på byens stadion. Seniorer fra Nørre Lyndelse og Nørre Søby har siden 1996 haft et cykelhold, der hver uge cykler et par timer.

## Historie

### Carl Nielsen
Museet Carl Nielsens Barndomshjem, hvor komponisten Carl Nielsen boede fra han var 13 år, ligger i Nørre Lyndelse Sogn lige på grænsen til Nørre Søby Sogn og faktisk nærmest ved Nørre Søby, kun 1 km nord for byen. Nørre Søbys landsbyspillemand Mads Pedersen "Pæsen" spillede til baller og fester sammen med Carl Nielsens far Niels Maler og senere også sammen med Carl Nielsen. Da den unge mand søgte stilling som militærmusiker i Odense, sendte faderen ham hen til Mads Pedersen for at lære hornsignalerne.

### Jernbanen
Nørre Søby fik jernbanestation på Odense-Nørre Broby-Faaborg Jernbane (1906-54). Nørre Søby station blev tegnet af arkitekten Emanuel Monberg. Stationen blev lagt på åbent land godt 1 km vest for byen og lidt nærmere ved Søbysøgård. Stationsbygningen er bevaret på Radbyvej 21, stadig ensomt beliggende. Nord for stationen ses mellem Radbyvej og Dyrehave en lav og ikke særlig tilgængelig banedæmning. I Dyrehave udgår fra skovvejen et mere tilgængeligt stykke banetracé mod nordvest.